# William Smathers

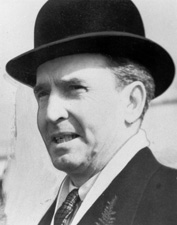
William Smathers

William Howell Smathers (* 7. Januar 1891 bei Waynesville, North Carolina; † 24. September 1955 ebenda) war ein US-amerikanischer Politiker. Von 1937 bis 1943 vertrat er den Bundesstaat New Jersey im US-Senat.

## Frühe Jahre
George Smathers wurde auf einer Plantage in der Nähe der Stadt Waynesville im Haywood County geboren. Er besuchte eine öffentliche Schule und anschließend die Washington and Lee University in Lexington, Virginia. Er schloss sein Studium an der Jurafakultät der University of North Carolina at Chapel Hill im Jahr 1911 ab und wurde ein Jahr später von der Rechtsanwaltskammer zugelassen. Er war in Atlantic City als Anwalt tätig.

## Karriere
Smathers war von 1922 bis 1932 Richter in Atlantic City, von 1934 bis 1936 dann erster Stellvertreter des Attorney General von New Jersey. 1935 gehörte er dem Senat von New Jersey an. Im Jahr 1936 wurde er als Demokrat in den US-Senat gewählt, seine Amtszeit begann am 3. Januar 1937. Allerdings wurde er erst am 15. April 1937 vereidigt. Bei der nächsten Wahl, sechs Jahre später, wurde Smathers nicht wiedergewählt und schied deshalb am 3. Januar 1943 aus dem Senat aus. Er führte daraufhin seine Tätigkeit als Anwalt in Atlantic City bis zu seinem Ruhestand fort. Danach kehrte er nach Waynesville zurück und starb dort schließlich am 24. September 1955. Er wurde im Green Hill Cemetery in Waynesville begraben.

## Familie
Smathers war der Onkel des aus Florida stammenden Senators George Smathers.